# 温布里亚蒂科
温布里亚蒂科（義大利語：Umbriatico），是意大利克罗托内省的一个市镇。总面积72平方公里，人口958人，人口密度13.3人/平方公里（2009年）。